# Famille de Sparre
La famille de Sparre, originaire de Suède, dont le nom originaire était Toffeta a produit plusieurs grands hommes.

## Origine
La famille de Sparre, dont le nom d'origine était Toffeta, est l'une des plus illustres maisons de Suède ou il existait encore, au milieu du XIXe siècle, plusieurs branches, dont la branche aînée avait été élevée à la pairie et dont l'une était représentée par le comte de Sparre, chef du génie de la Couronne.
Fils de Sixten Toffeta, grand écuyer d'Éric X roi de Suède, Nicolas Toffeta épousa, selon Jakob Hübner, Martha de Suède (en), la seconde sœur putative d'Éric XI roi de Suède en 1223 avec laquelle il eut 2 fils : Sixten Toffeta (sv) et Nils Toffeta (sv).
Les descendants de Nicolas Toffeta et de Morette de Suède ont par la suite toujours rempli les premières charges de la couronne de Suède.

## Personnalités

### Lars Siggesson
Lars Siggesson Sparre, né vers 1492, sénateur et maréchal du royaume de Suède en 1523. Il fut marié, en 1521, en premières noces à Anna Lindormsdotter et en secondes noces, en 1549, à Brigitte Trolle d'Engso (Britta Turesdotter). Il meurt au Château d'Örebro (sv) le 12 janvier 1554.

### Erik Sparre I
Erik Larsson Sparre également connu sous le nom de Éric Tofetta, né le 13 juillet 1550 à Öja (Södermanland) (sv), baron de Sundby, sénateur et chancelier de Suède de 1580 à 1600 eut pour femme Ebba Pedersdotter Brahe, comtesse de Wisinibourg qui était la fille de Per Brahe l'aîné et la nièce de Catherine Stenbock de Torpe la 3e femme de Gustave Ier Vasa, roi de Suède. Il était le fils de Lars Siggesson Sparre seigneur de Sundby. Il meurt décapité, à Linköping, le 20 mars 1600 lors du Bain de sang de Linköpings (sv)

### Lars Sparre
Lars Sparre (sv), fils de Erik Sparre et de Ebba Pedersdotter Brahe nait à Sundby en janvier 1590. Sénateur de Suède et gouverneur d'Uppland, il meurt le 18 décembre 1644 à Stockholm. Il est le père de Pierre Magnus Sparre

### Carl Sparre
Carl Sparre (sv) autre fils de Erik Sparre et de Ebba Pedersdotter Brahe nait à Sundby le 27 janvier 1595. Il meurt à Stockholm le 24 avril 1632. Il est le père d'Axel Sparre (sv), d'Gustaf Adolph Sparre (sv) et d'Erik Karlsson Sparre (sv)

### Pierre Magnus Sparre
Fils de Lars Sparre Pierre Magnus Sparre (sv), né le 12 mars 1628, baron de Cronnberg, bisaïeul de Ernest Louis Joseph comte de Sparre de Cronnberg fut grand-maitre de l'artillerie de Suède, ambassadeur du roi Charles XI en Angleterre en 1672, puis en Hollande, au congrès de Nimègue et en France en 1674 et 1675.

En raison des services rendus à la France, Louis XIV lui accorda le titre de comte, avec la faculté de l'asseoir sur telle terre que lui ou ses descendants pourraient acquérir en France.

Marié à Ebba Marguerite comtesse de la Gardie de Lecko il eut 1 fils, Laurent comte de Sparre.

Il meurt le 4 avril 1692 à Stockholm.
Il est l'auteur de la branche Française de la maison de Sparre.

### Erik Sparre II
Erik Sparre (sv) également connu sous le nom de Eric Magnus Sparre, né le 15 juillet 1665 à Stockholm, fils d'Axel Sparre (sv) est colonel du régiment de Sparre, le 20 octobre 1694, un régiment d'infanterie Allemand au service de la France. Il devient brigadier le 29 janvier 1702, maréchal de camp le 26 octobre 1704 et lieutenant général des armées Françaises le 10 septembre 1707.

Il obtient du roi de France, la permission de quitter son service et de retourner dans sa patrie. Il meurt le 4 août 1726 à Stockholm.

### Charles Magnus Sparre
Charles Magnus Sparre également connu sous le nom de Charles Magnus Toffeta, baron de Sparre qui entre comme lieutenant au régiment de Sparre en 1696, en devient colonel le 18 juillet 1716 puis est nommé brigadier d'infanterie le 7 aout 1720. Il meurt en Suède le 14 janvier 1754.

### Laurent comte de Sparre
Lars ou Laurent comte de Sparre fils Pierre Magnus Sparre baron de Cronnberg fut lieutenant-colonel puis colonel du régiment de Sparre un régiment d'infanterie allemand au service de la France. 

En 1703, il abjura le luthéranisme entre les mains de l'évêque de Tournay et se maria la même année avec Félicité le Vaillant de Watripont avec laquelle il eut 1 fils, Joseph Magnus comte de Sparre. 

Il meurt à Paris le 7 avril 1725.

### Joseph Magnus comte de Sparre (1704-1787)
Né à Tournai le 9 octobre 1704, Joseph Magnus comte de Sparre baron de Kronberg, fils de Laurent (Lars Magnus) comte de Sparre, fit toutes les campagnes depuis la conquête de la Lorraine en 1733, lors de la guerre de Succession de Pologne jusqu'à celle de l'électorat de Hanovre en 1757, durant la guerre de Sept Ans, tant en Bavière qu'en Bohème, en Alsace, sur le Rhin, la Sarre et la Meuse, aux Pays-Bas, en Allemagne, etc.
Le 30 octobre 1742, il devient colonel du régiment Royal-Suédois (ci-devant « régiment de Sparre ») puis maréchal de camp le 10 mai 1748 et est fait commandeur de l'ordre de Saint-Louis le 6 mars 1752. 
Le 30 décembre 1730, il épouse à Lille Marie Antoinette du Chambge de Liessart, dame des Allœux, baptisée à Lille le 30 avril 1710, fille d'un président de la Chambre des comptes de Flandre avec qui il a 4 enfants :
1. Alexandre Séraphin Joseph Magnus comte de Sparre né en 1736
2. Ernest Louis Joseph comte de Sparre, né le 20 juillet 1738 à Lille pair de France.
3. Auguste de Sparre qui fut ecclésiastique.
4. Gustave de Sparre, né en 1758.

En 1767 il s'installe à Auxerre où il achète le 17 octobre 1767 un terrain au lieu-dit Fleure-Boudin dans le faubourg Saint-Gervais, et y fait construire l'hôtel de Sparre,.
Il meurt le 25 juin 1787.

### Alexandre Séraphin Joseph Magnus comte de Sparre
Alexandre Séraphin Joseph Magnus comte de Sparre est le fils aîné de Joseph Magnus comte de Sparre. Né le 6 septembre 1736, il est nommé, avec l'agrément du roi, colonel-propriétaire du « régiment de Sparre » le 6 septembre 1754 qui deviendra le régiment Royal-Suédois.
Le 23 janvier 1763, il se marie, par contrat signé par le Roi et la famille royale, avec mademoiselle Camuset, fille d'un fermier général.
Il fait les campagnes de la guerre de Sept Ans durant laquelle il se distingue particulièrement à la bataille de Bergen, le 13 avril 1759, puis aux combats de Korbach le 10 juillet 1760.
Il devint brigadier d'infanterie le 25 novembre 1766, maréchal de camp le 3 janvier 1770 et lieutenant général le 1er janvier 1784.
Il est décédé le 17 septembre 1799.

### Ernest Louis Joseph comte de Sparre
Ernest Louis Joseph comte de Sparre, baron-pair, né le 20 juillet 1738 à Lille, connu sous le nom de comte de Sparre et de Cronenberg, est l'arrière petit-fils de Pierre Magnus Sparre. 

Il fait toutes les campagnes de la guerre de Sept Ans (1756-1763). 

Le 11 décembre 1763, alors colonel commandant le régiment de Sparre[réf. nécessaire], il épouse Adélaïde Thérèse Hardouin de Beaumois fille de Charles Hardouin de Beaumois, trésorier du marc d'or des ordres du Roi, et de Jeanne Marguerite de Nesle. Il est présenté à la cour le 27 décembre suivant par sa belle-sœur, la comtesse de Sparre.[réf. nécessaire] Il a pour enfants :
- Marie Stanislas Josèphe, née à Paris le 18 septembre 1764[6], baptisée le 24 novembre 1764 à l'église Saint-Roch de Paris avec pour parrain le roi de Pologne Stanislas Leszczynski et pour marraine la reine de France Marie Leszczynska[2] ;
- une fille, née et morte le 11 septembre 1765[6] ;
- Charles Ernest Siegel, né à Paris le 20 juin 1769[6] ;
- Achille Louis Ernest Joseph, né à Paris le 19 octobre 1776[6] ;
- Louis Ernest Joseph Sparre (8 juillet 1780-9 juillet 1845)[6],[2] ;
- Casimir Ernest Louis Joseph, né à Paris le 30 novembre 1777, mort à Paris le 10 mars 1780[6] ;
- Adélaïde Charlotte Ernestine de Sparre, née à Paris le 3 mai 1785, qui épouse le comte Maurice-Nuce-Antoine de Solère[6], préfet des Deux-Sèvres.

Le 1er mars 1780 il est nommé brigadier d'infanterie, et maréchal de camp le 5 décembre 1781. Il reste étranger aux événements de la Révolution.
Lors de la première Restauration, Louis XVIII le nomme, le 9 juillet 1814, lieutenant-général puis il est fait commandeur de la Légion d'honneur le 23 août de la même année. 

Le 5 mars 1819, il devient pair de France puis gentilhomme de la chambre du Roi le 21 avril 1821 et grand-croix de l'ordre de l'Épée de Suède.

## Galerie

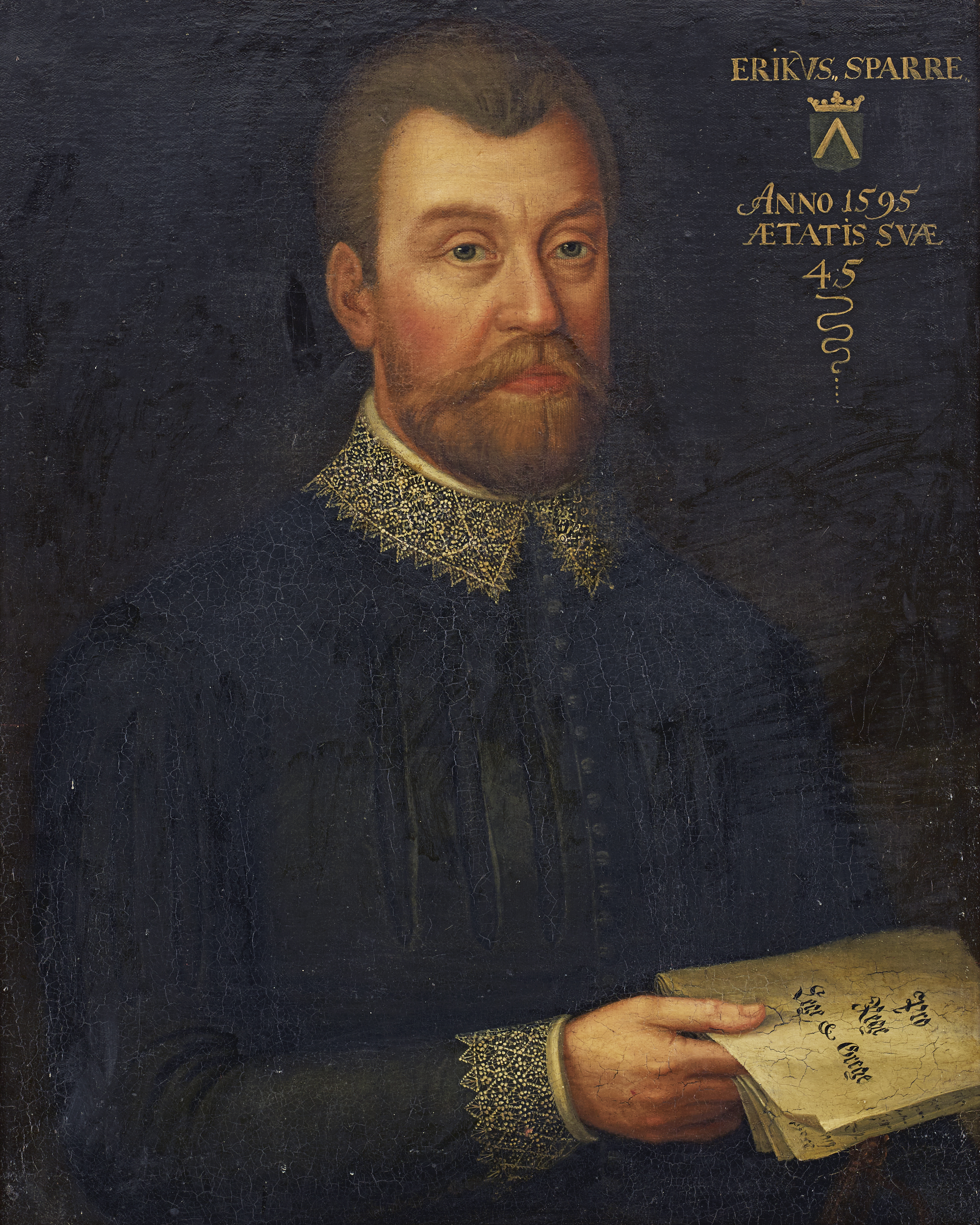
Portrait d'Erik Sparre, (1550-1600)
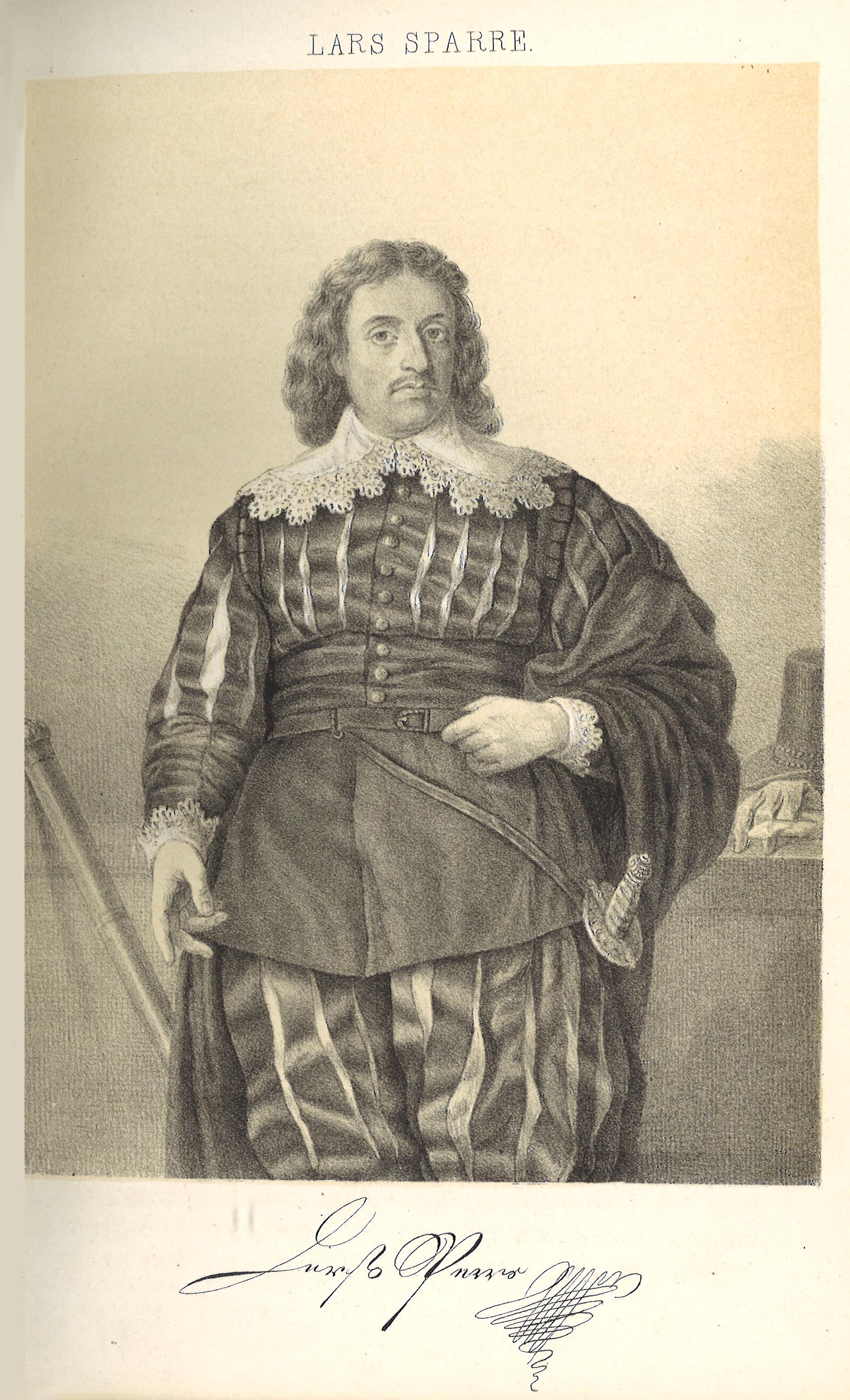
Lars Sparre (1590-1644)
Erik Sparre (1665-1726)
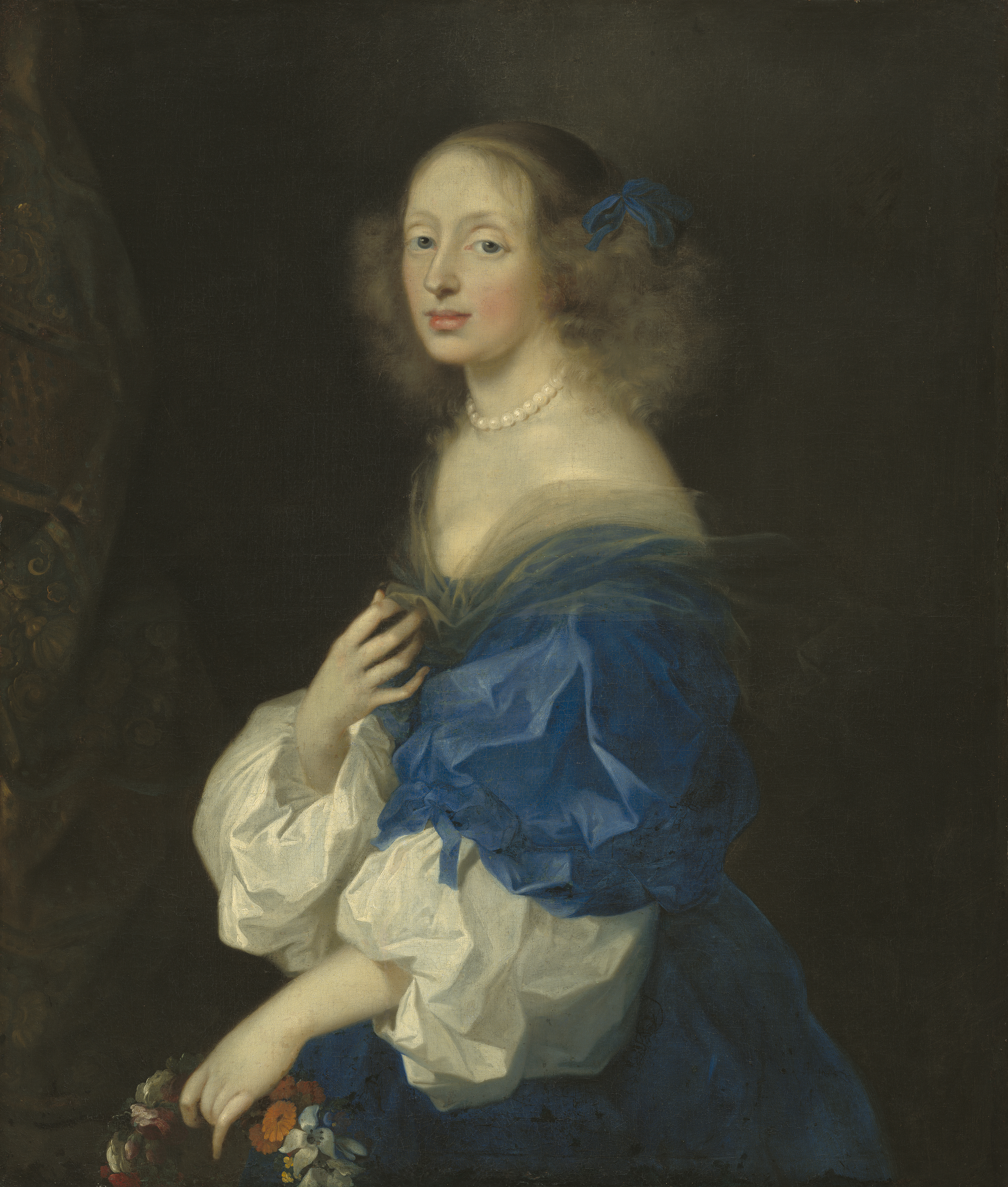
Ebba Sparre, (1626-1662), dame de compagnie
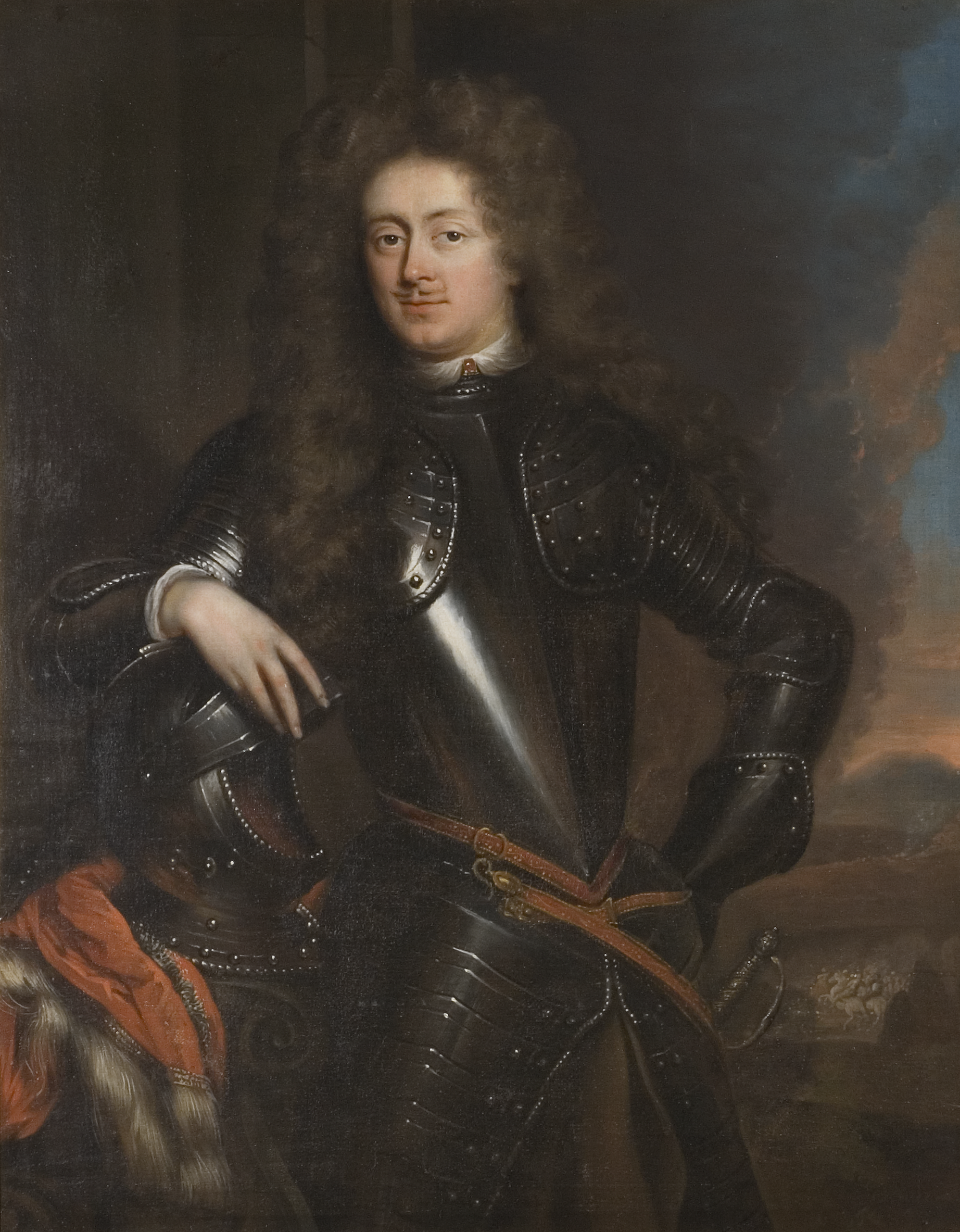
Karl Wilhelm de Sparre, (1661-1709), dame de compagnie
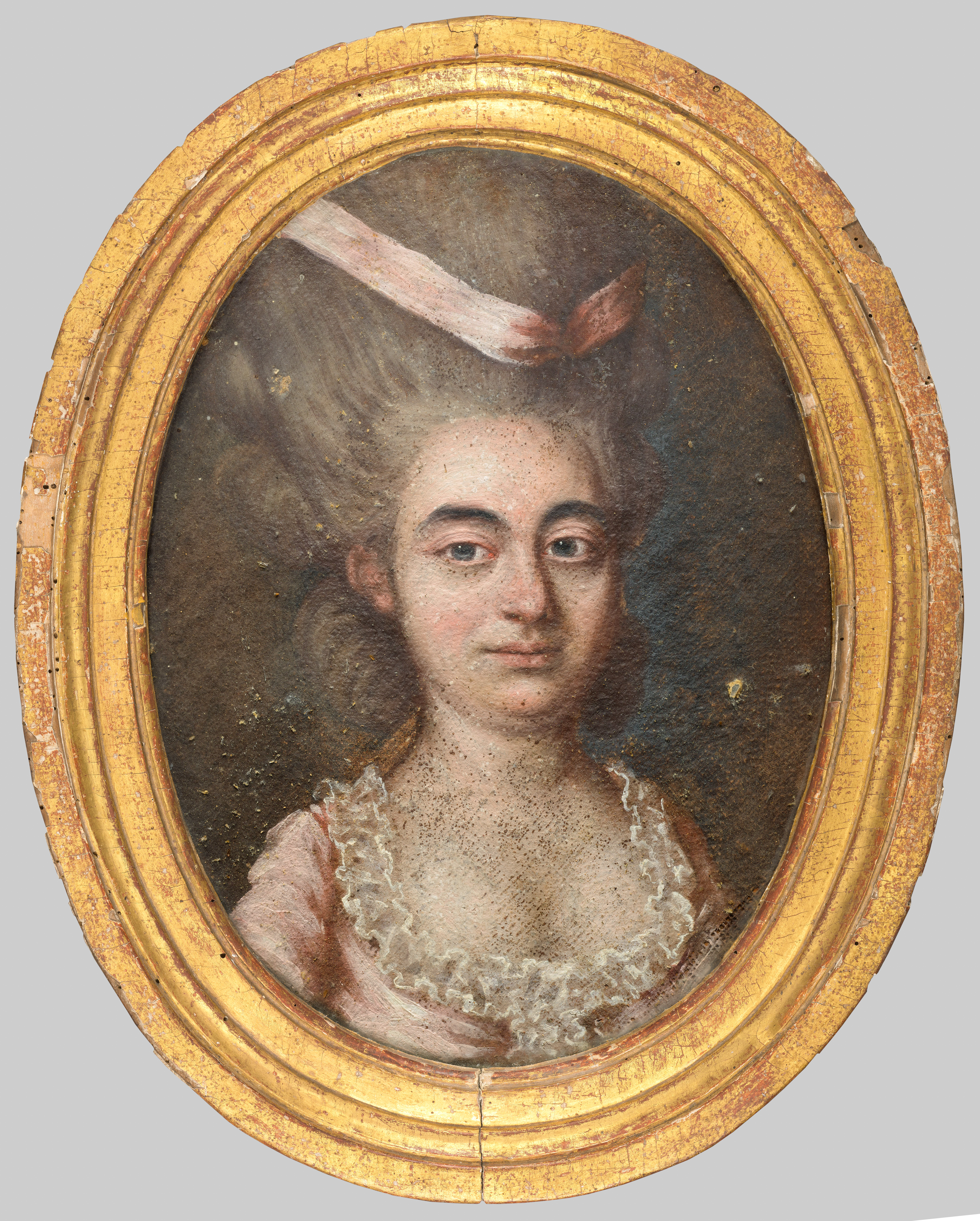
Comtesse de Sparre, mademoiselle Hardouin de Beaumois
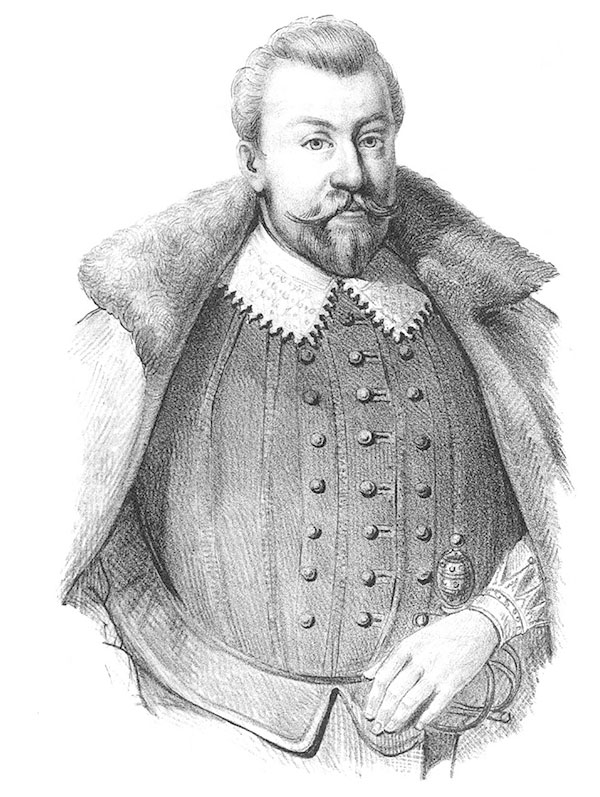
Erik Sparre (1550–1600), grand-chancellier de Suède
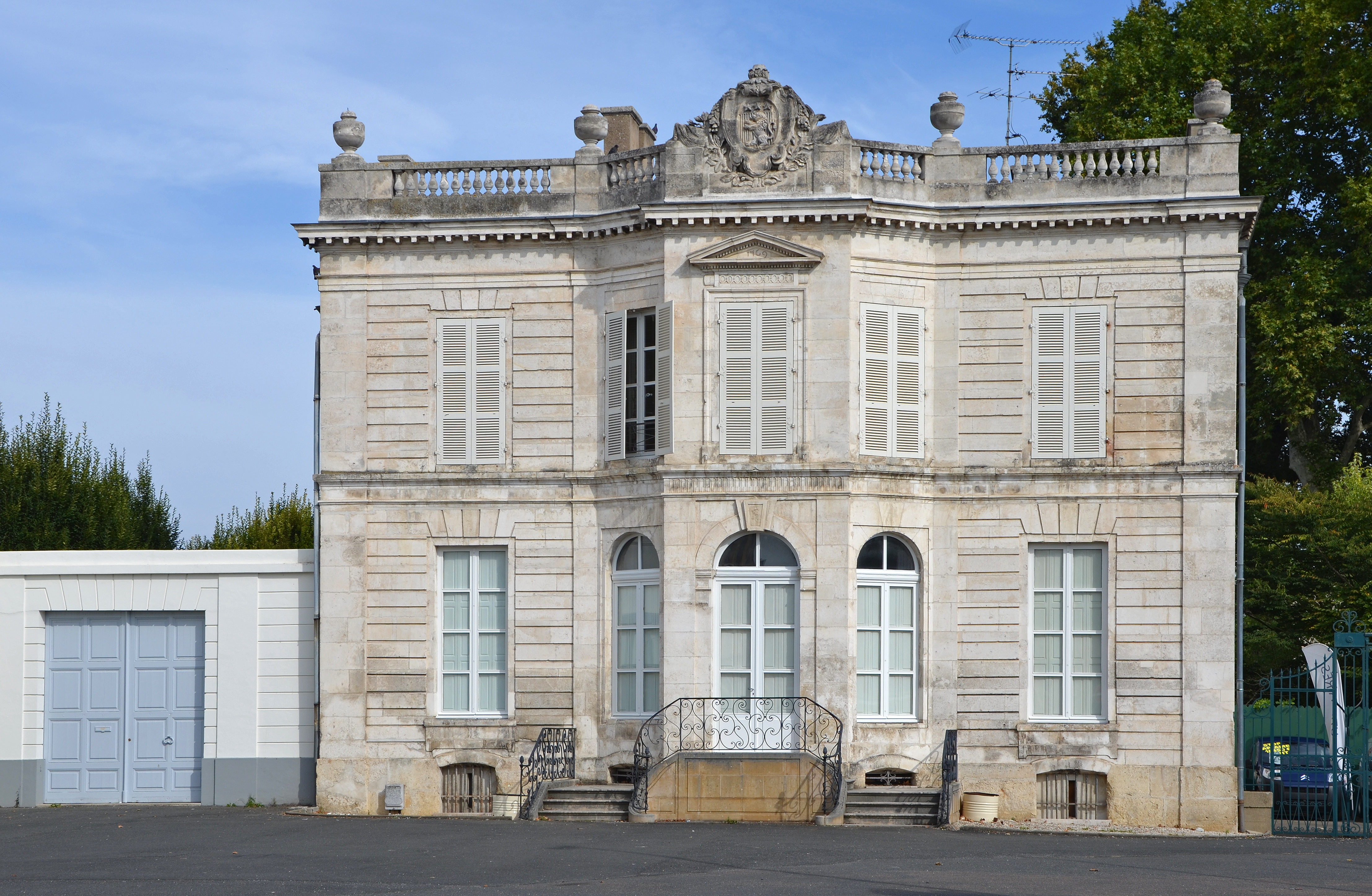
Château de Sparre (Auxerre)
Carl Gustaf Tessin, Ulla Sparre af Sundby samt Brita Stina Sparre (Martin van Meytens) - Nationalmuseum
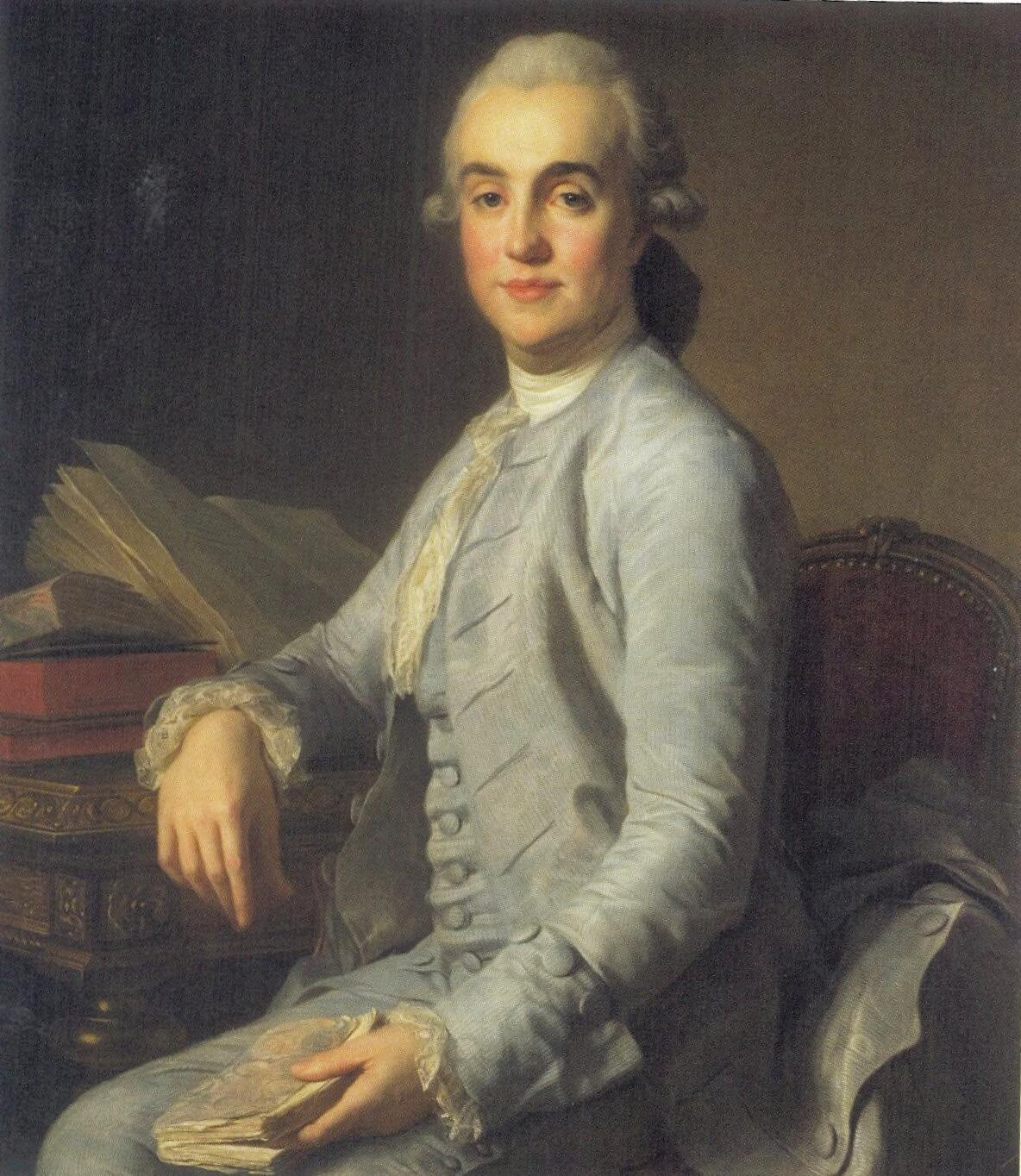
Portrait de Gustaf Adolf Sparre, (1746-1794)
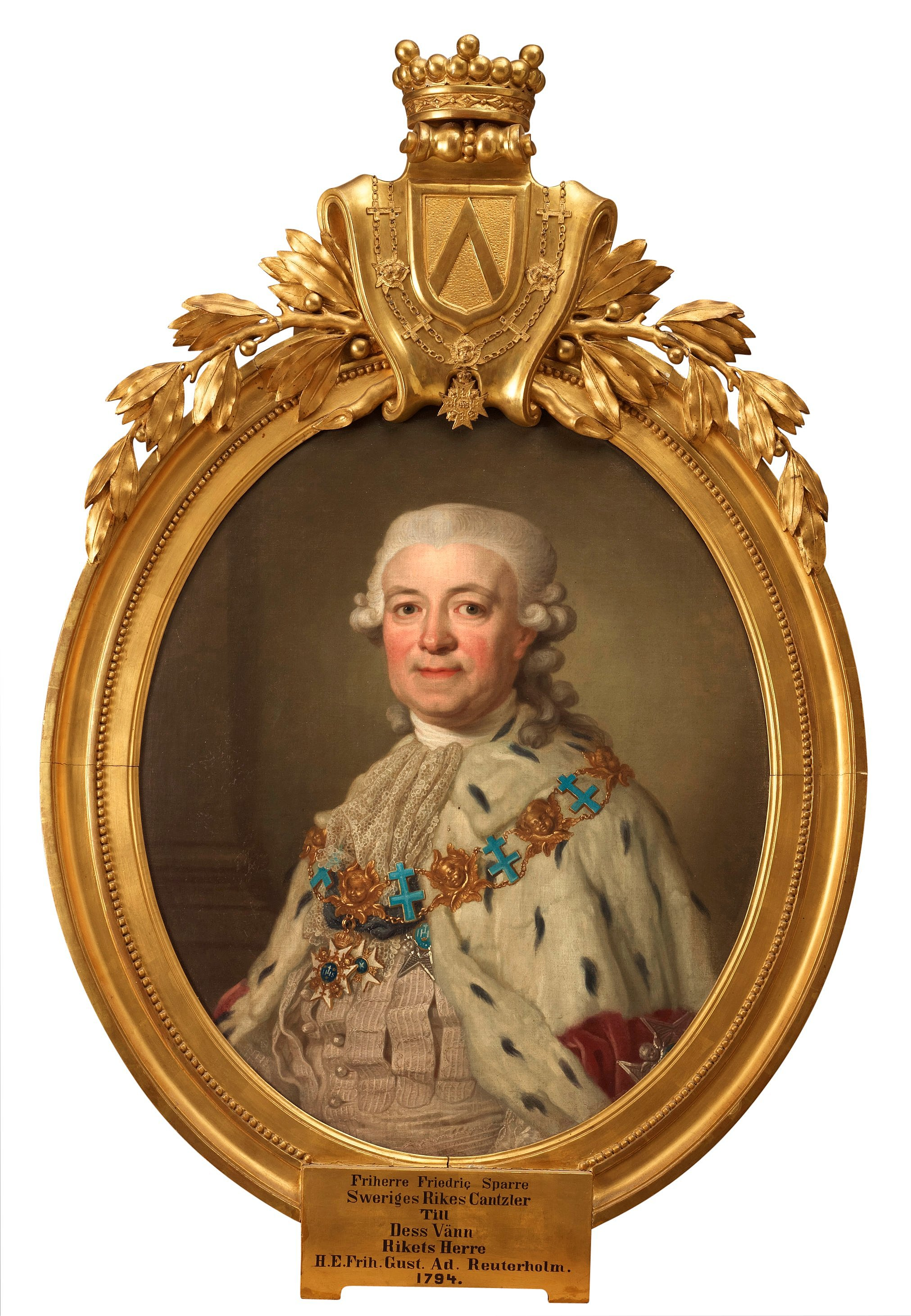
Portrait dcomte Frederik de Sparre, (1731-1803)

## Alliances
Originaire de Suède, la famille de Sparre a contracté des alliances dont les principales sont : de La Gardie, Stenbock, Falkenberg af Trystorp, de Gontaut Biron, de Clermont-Tonnerre, de Talleyrand-Périgord, de Beauvau, de Wendel, de Gramont, de Solere, de Vasselot de Régné, de Forbin, Le Boucher d'Hérouville, Pavin de Lafarge, Hennequin de Villermont, de Fromont de Bouaille.